# Marseilles-lès-Aubigny
Marseilles-lès-Aubigny är en kommun i departementet Cher i regionen Centre-Val de Loire i de centrala delarna av Frankrike. Kommunen ligger  i kantonen Sancergues som tillhör arrondissementet Bourges. År 2022 hade Marseilles-lès-Aubigny 647 invånare.

## Befolkningsutveckling
Antalet invånare i kommunen Marseilles-lès-Aubigny
Referens:INSEE